# Thomas Partey
Thomas Teye Partey (* 13. června 1993), často také zkrácené Thomas, je profesionální fotbalista z Ghany. Od roku 2025 hraje za španělský tým Villarreal CF a ghanský národní tým na pozici defenzivního záložníka. V roce 2025 byl obviněn ze znásilnění.

## Klubová kariéra

### Atlético Madrid
Narozen Krobo Odumase, byl Thomas odchovancem místní mládežnické akademie. V roce 2011 si ho všimla juniorka Atlético Madrid a po roce se připojil k Atlético Madrid B. 10. března 2013, Thomas měl nastoupit za A tým v zápase proti Real Sociedad, bohužel ale zůstal sedět na lavičce. Jeho tým tehdy prohrál 0-1.